# Алексейково (Смоленская область)
Алексейково — деревня в Смоленской области России, в Сафоновском районе. Население – 11 жителей (2007 год) . Расположена в центральной части области в 20 км к северо-востоку от города Сафонова, в 3 км севернее автодороги М1 «Беларусь». В 9 км к юго-востоку от деревни железнодорожная станция Издешково на линии Москва — Минск. Входит в состав Прудковского сельского поселения.

## История
В годы Великой Отечественной войны деревня была оккупирована гитлеровскими войсками в сентябре 1941 года, освобождена в 1943 году.